# بلاي شويس-10
بلاي شويس-10 (بالإنجليزية: PlayChoice-10)‏، هو صندوق ألعاب الصالات مدفوع الثمن من تصنيع نينتندو سنة 1986م. كخليفة نينتندو VS. النظام ، تم تطوير بلاي شويس-10 كوسيلة لعرض ألعاب NES مع الحفاظ على الإيرادات من أعمال الآركيد ؛ لقد فعلت ذلك من خلال السماح للاعبين باختبار ما يصل إلى عشر ألعاب واحدة تلو الأخرى.

## وصلات خارجية
- بلاي شويس-10 على موقع القائمة القاتلة لألعاب الفيديو
- Tribute to the PlayChoice-10
- PAR PlayChoice-10 Games and Resources
- A closer look at the PlayChoice-10 {Link seems dead}